# Segretario galante
Il segretario galante è il genere editoriale costituito dalle raccolte di modelli per la scrittura di lettere d'amore. Di antica origine, in Europa e in Italia si diffonde soprattutto tra la fine dell'Ottocento e l'inizio del Novecento.

## Storia
Il genere si inserisce nell'espansione dell'editoria di carattere popolare. I segretari avevano infatti un prezzo accessibile, scarsa qualità della carta e uso delle copertine illustrate. Moltissimi innamorati che non avevano grandi possibilità linguistiche o fantasia nello scrivere si servivano di questi libretti.

## Caratteristiche
Il Segretario rappresentava una guida per la compilazione di lettere d'amore, pertanto si presentava come un manuale pratico, una raccolta di lettere, libro per esercitazioni, un insieme di consigli: dalla carta da utilizzare, ai caratteri, alla punteggiatura.
I modelli di lettere, veri esempi dell'arte epistolare, costituivano la parte principale dei Segretari e tali modelli, talvolta venivano raggruppati in categorie: dichiarazioni d'amore, lettere di rimprovero, lettere di gelosia, lettere per amanti clandestini e infine lettere di autori celebri (Abelardo ed Eloisa, Jacopo Ortis e il Werther di Goethe).
Alcuni Segretari Galanti comprendevano anche una sezione sulle maniere per stabilire o mantenere i contatti, per conversare con l'amata, per indossare in modo adeguato cappelli, ventagli, ombrellini e guanti.
Altri libretti, rivolti alle ragazze, davano suggerimenti per accrescere la passione dell'innamorato e farsi sposare.

## Continuazioni
Questo genere è sopravvissuto fino agli anni sessanta del Novecento, quando nei cataloghi di diversi editori comparivano con frequenza titoli di manuali di corrispondenza, insieme ad altri prevalentemente destinati a un pubblico femminile. Nel 1956 e nel 1962 uscivano le ristampe de "Il Segretario galante" presso la copisteria di Bologna; nel 1960 l'editore Campi di Foligno dà alle stampe Lettere d'amore in grigioverde, e tra 1968 e 1969 i due manuali Lettere d'amore per lui e Lettere d'amore per lei firmati da Luciana Peverelli; nel 1967 esce per i tipi di Malipiero Il nuovissimo Segretario degli innamorati. Nel 1969 viene stampato nuovamente il volume Come scrivere una lettera d'amore di sicuro successo di Maria Dos Santos, pubblicato in prima edizione nel 1959. Questa pubblicazione può essere considerata l'ultimo atto di questo genere editoriale.

## Alcuni titoli
- Il segretario galante. Raccolta di lettere e biglietti amorosi aggiuntovi i brani di corrispondenza di due infelici amanti, Livorno, Raffaello Giusti Libraio-editore, 1882.
- Il nuovo segretario galante ovvero raccolta di lettere e biglietti galanti aggiuntevi le massime e consigli segreti per piacere al bel sesso, Milano, Tipografia Francesco Pagnoni, 1886.
- Cesare Causa, Il segretario galante ossia modo di scrivere lettere amorose sopra ogni sorta di argomento aggiuntovi l'epistolario degli amanti celebri ed altri scritti galanti, Firenze, Adriano Salani, 1887.
- Il vero paradiso di Venere o L'arte di farsi sposare, del dottor C.M.D., Milano, Enrico Politti Editore, 1890.
- Cesare Causa, Il segretario degli amanti per imparare a scrivere lettere e biglietti amorosi nonché lettere di discordia e di accomodamento aggiuntovi la scuola d'amore e molti segreti infallibili per gli innamorati, Firenze, Adriano Salani, 1898.
- Cesare Causa, Il segretario galante per imparare a scrivere lettere amorose, di discordia e di accomodamento aggiuntovi l'epistolario amoroso degli amanti ed altri scritti galanti, Firenze, Adriano Salani, 1905.
- L'arte di farsi amare: dichiarazioni d'amore e risposte, lettere durante lo svolgimento dell'amore e risposte, lettere di adiramento, lettere di riconciliazione e risposte, Firenze, Adriano Salani, 1909.
- Il segretario galante Italiano-Inglese. Per imparare a scrivere lettere amorose aggiuntovi l'epistolario degli amanti celebri – Love's segretary Italian-English. To show how to write love letters with the addition of love letters of famous lovers, Firenze, Adriano Salani, 1913.
- Mariely, Lettere d'amore in grigioverde: guida indispensabile per i militari che desiderano scrivere una lettera alla fidanzata, alla famiglia, agli amici, ai superiori, Foligno, Campi, 1960.